# Călătorie în timp
Călătoria în timp este conceptul de mișcare între diferite momente în timp într-un mod analog cu mișcarea unui obiect sau a unei persoane între diferite puncte în spațiu, de obicei prin utilizarea unui dispozitiv ipotetic cunoscut drept mașină a timpului. Călătoria în timp este un concept larg cunoscut în filozofie și ficțiune. Ideea de mașină a timpului a fost popularizată prin romanul din 1865 al lui H.G. Wells, Mașina timpului.
Este incert dacă este posibilă călătoria în timp în trecut. Cea în viitor, lăsând la o parte sensul comun de percepție a timpului, este un fenomen observat pe scară largă și destul de bine înțeles în cadrul relativității speciale și relativității generale. Cu toate acestea, nu este posibil, cu tehnologia curentă, să facem un corp să avanseze sau să dea înapoi față de un alt corp cu mai mult de câteva milisecunde. În ceea ce privește călătoria în trecut, este posibil să găsim soluții în relativitatea generală care o permit, dar soluțiile necesită condiții care ar putea să nu fie fizic posibile. Călătoria într-un punct arbitrar în spațiu-timp are un suport foarte limitat în fizica teoretică și de obicei legată numai de mecanica cuantică și găurile de vierme, de asemenea cunoscute și ca poduri Einstein-Rosen.

## Istoria conceptului de călătorie în timp
- Anii 700 î.Hr. - Anii 300 d.Hr. - Mahabharata
- Anii 200 - Anii 400 - Talmud
- 720 - "Urashima Tarō"
- 1733 - Samuel Madden - Memoirs of the Twentieth Century
- 1770 - Louis-Sébastien Mercier - L'An 2440, rêve s'il en fût jamais
- 1819 - Washington Irving - "Rip Van Winkle"
- 1836 - Alexander Veltman - Predki Kalimerosa
- 1838 - Missing One's Coach: An Anachronism
- 1843 - Charles Dickens - A Christmas Carol
- 1861 - Pierre Boitard - Paris avant les hommes
- 1881 - Edward Page Mitchell - The Clock That Went Backward
- 1887 - Enrique Gaspar y Rimbau - El anacronópete
- 1888 - H. G. Wells - The Chronic Argonauts
- 1889 - Mark Twain - A Connecticut Yankee in King Arthur's Court
- 1895 - H. G. Wells - The Time Machine

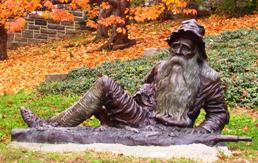
Statuia lui Rip Van Winkle din Irvington, statul

Unele mituri antice ilustrează un personaj care poate sări înainte în timp. În mitologia hindusă, Mahabharata menționează povestea regelui Raivata Kakudmi care călătorește în rai pentru a-l întâlni pe creatorul Brahma și este surprins să afle când se întoarce pe Pământ că au trecut mulți ani. Budistul Pāli Canon menționează relativitatea timpului. Payasi Sutta povestește despre unul dintre discipolii șefi ai lui Buddha, Kumara Kassapa, care îi explică scepticului Payasi că timpul în rai curge diferit față de Pământ. Povestea japoneză "Urashima Tarō", descrisă pentru prima dată în Nihongi (720 d.Hr.) povestește despre un pescar tânăr numit Urashima Tarō care vizitează un palat subacvatic. După trei zile se întoarce acasă în satul său și se găsește cu 300 de ani în viitor, unde a fost uitat, casa sa este în ruine, iar familia sa a murit. În tradiția ebraică, savantul Honi ha-M'agel din secolul 1 d.Hr. se spune că a dormit timp de 70 de ani. Când s-a trezit s-a întors acasă, dar nu a găsit pe nimeni pe care știa și nimeni nu l-a crezut când a spus cine este.

### Trecerea la științifico-fantastic
Povești timpurii științifico-fantastice prezintă personaje care dorm mulți ani și se trezesc într-o societate schimbată sau sunt transportați în trecut prin mijloace supranaturale. Printre acestea se numără: L'An 2440, rêve s'il en fût jamais (1770) de Louis-Sébastien Mercier, Rip Van Winkle (1819) de Washington Irving, Looking Backward (1888) de Edward Bellamy și When the Sleeper Awakes (1899) de H.G. Wells. Somnul prelungit, la fel ca familiara mașină a timpului, este folosit drept metodă de călătorit în timp în povești.
Cea mai veche lucrare despre călătoria în trecut este incertă. Memoirs of the Twentieth Century de Samuel Madden (1733) reprezintă o serie de scrisori din partea ambasadorilor britanici în 1997 și 1998 pentru diplomați în trecut, transmițând condițiile politice și religioase ale viitorului.:95–96 Deoarece naratorul primește aceste scrisori de la îngerul său păzitor, Paul Alkon sugerează în cartea sa Origins of Futuristic Fiction  că "primul călător în timp în literatura engleză este un înger păzitor.":85 Madden nu explică cum obține îngerul aceste documente, dar Alkon afirmă că Madden "merită să fie recunoscut drept primul care se joacă cu bogata idee a călătoriei în timp, sub forma unui artefact trimis înapoi din viitor pentru a fi descoperit în prezent.":95–96
În antologia științifico-fantastică Far Boundaries (1951), editorul August Derleth susține că o poveste scurtă despre călătoria în timp este "Missing One's Coach: An Anachronism", scrisă pentru Dublin Literary Magazine de către un autor anonim în 1838.:3 În timp ce naratorul așteaptă sub un copac o trăsură să-l scoată din Newcastle este transportat înapoi în timp cu o mie de ani. Îl întâlnește pe Beda Venerabilul într-o mănăstire și îi explică evoluțiile secolelor următoare. Cu toate acestea, povestea nu face niciodată clar dacă aceste evenimente sunt reale sau un vis.:11-38
O altă lucrare timpurie despre călătorie în timp este The Forebears of Kalimeros: Alexander, son of Philip of Macedon de Alexander Veltman, publicată în 1836.

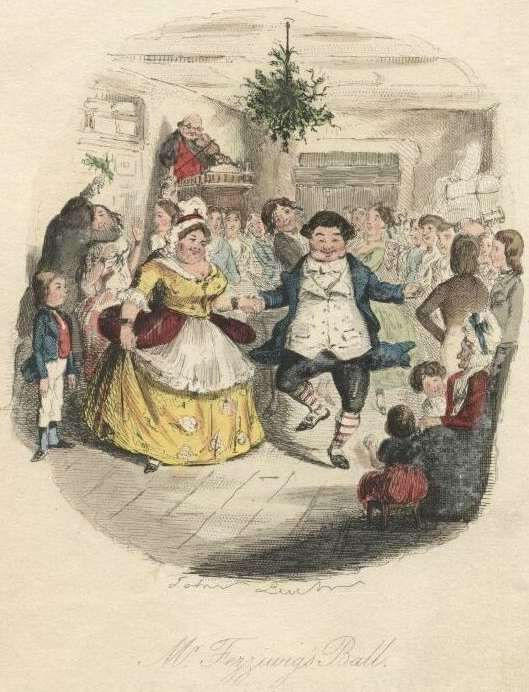
Domnul și doamna Fezziwig dansează într-o viziune arătată lui Scrooge de către Spiritul Crăciunului Trecut.

Charles Dickens arată în A Christmas Carol (1843) reprezentări ale călătoriei în timp în ambele direcții, prin protagonistul, Ebenezer Scrooge, care este transportat în Crăciunurile trecute și viitoare. Alte povestiri folosesc același șablon, unde un personaj se duce în mod natural la culcare, iar după trezire se găsește într-un timp diferit.
Un exemplu mai clar de deplasare înapoi în timp se găsește în cartea populară Paris avant les hommes din 1861, de către botanistul și geologul francez Pierre Boitard, publicată postum. În această poveste, protagonistul este transportat în trecutul preistoric prin magia unui "demon jalnic" (o glumă franțuzească legată de numele lui Boitard), unde întâlnește un Plesiosaur și un strămoș asemănător cu o maimuță și este capabil să interacționeze cu creaturi străvechi.
Hands Off (1881) a lui Edward Everett Hale povestește despre o ființă fără nume, posibil sufletul unei persoane care a murit recent, care interferează cu istoria egipteană antică, împiedicând înrobirea lui Iosif. Aceasta s-ar putea să fie prima poveste care prezintă o istorie alternativă creată ca urmare a călătoriei în timp. :54

### Mașini ale timpului timpurii
Una dintre primele povești care prezintă călătoria în timp cu ajutorul unei mașini este The Clock that Went Backward de Edward Page Mitchell, care a apărut în New York Sun în 1881. Cu toate acestea, mecanismul se limitează la fantezie. Un ceas neobișnuit, când este dereglat, rulează înapoi și transportă oamenii din apropiere în trecut. Autorul nu explică originea sau proprietățile ceasului.:55
El Anacronópete a lui Enrique Gaspar y Rimbau (1887) ar putea fi prima poveste care vorbește de o navă proiectată să călătorească în timp. Andrew Sawyer a comentat că povestea "pare a fi prima descriere literară a unei mașini a timpului constatată până acum", adăugând că "povestea lui Edward Page Mitchell, «The Clock That Went Backward» (1881), este descrisă, de obicei, ca prima poveste în care apare mașina timpului, dar nu sunt sigur că un ceas se poate pune drept una." The Time Machine a lui H. G. Wells (1895) a popularizat conceptul călătoriei în timp prin mijloace mecanice.

## Călătoria în timp în fizică
Unele teorii, cele mai notabile relativitățile generală și restrânsă, sugerează că geometrii adecvate ale spațiu-timpului sau anumite tipuri de mișcare în spațiu ar putea permite călătoria în timp în trecut sau viitor dacă aceste geometrii sau mișcări ar fi posibile.:499 În lucrările tehnice, fizicienii discută posibilitatea unor curbe temporale închise ce reprezintă linii de univers care formează bucle închise în spațiu-timp, permițând corpurilor să se întoarcă în trecutul lor. Sunt cunoscute soluții pentru ecuațiile relativității generale care descriu spațiu-timpuri ce conțin curbe temporale închise, cum ar fi spațiu-timpul Gödel, dar plauzibilitatea fizică a acestor soluții este incertă.
Mulți în comunitatea științifică cred că este foarte improbabilă călătoria în trecut. Oricare teorie care ar permite călătoria în timp ar introduce potențiale probleme de cauzalitate. Un exemplu clasic al unei probleme care implică ideea de cauzalitate este "paradoxul bunicului": ce s-ar întâmpla dacă cineva ar călători în trecut și și-ar omorî propriul bunic înainte ca tatăl său să fie conceput? Unii fizicieni, cum ar fi Novikov sau Deutsch, au sugerat că aceste tipuri de paradoxuri temporale pot fi evitate prin principiul lui Novikov al auto-consistenței sau printr-o variație a interpretării multiple-lumi cu lumi care interacționează.

### Relativitatea generală
Călătoria în timp în trecut este teoretic posibilă în anumite geometrii ale spațiu-timpului în cadrul relativității generale care permit călătoria cu o viteză mai mare decât cea a luminii, cum ar fi coarde cosmice, găuri de vierme transversabile și unități Alcubierre.:33-130 Teoria relativității generale sugerează o bază științifică pentru posibilitatea călătoriei în trecut în anumite scenarii neobișnuite, chiar dacă argumente din partea gravității semiclasice sugerează că atunci când efectele cuantice sunt încorporate în relativitatea generală, aceste lacune ar putea fi închise. Aceste argumente semiclasice l-au condus pe Stephen Hawking să formuleze conjectura protecției cronologiei, sugerând că legile fundamentale ale naturii previn călătoria în timp, dar fizicienii nu reușesc să ajungă la o concluzie definitivă în legătură cu teoria gravitației cuantice pentru a alătura mecanica cuantică și relativitatea generală într-o teorie complet unificată.:150

#### Diferite geometrii ale spațiu-timpului
Teoria relativității generale descrie universul printr-un sistem de ecuații de câmp care determină o metrică, o funcție distanță, a spațiu-timpului. Există soluții exacte ale acestor ecuații care includ curbe temporale închise, ce reprezintă linii ale universului care se intersectează; un anumit punct de pe viitorul cauzal al liniei de univers este și în trecutul său cauzal, o situație ce poate fi descrisă drept călătorie în timp. O asemenea soluție a fost propusă de Kurt Gödel, solutie cunoscută drept metrica lui Gödel, dar soluția sa (cât și a altora) necesită ca universul să aibă proprietăți fizice pe care nu pare să le aibă,:499 cum ar fi rotația și lipsa expansiunii Hubble. Încă se cercetează dacă relativitatea generală interzice curbele temporale închise pentru toate condițiile realistice.

## Filozofie
Filozofii au discutat natura timpului de la cel puțin Grecia antică încoace; de exemplu, Parmenide a venit cu ideea că timpul este o iluzie. Secole mai târziu, Isaac Newton a sprijinit ideea timpului absolut, în timp ce contemporanul său Gottfried Wilhelm Leibniz și-a menținut punctul de vedere cum că timpul nu este decât o relație între evenimente și nu poate fi exprimat independent. Ultima concepție a dat naștere mai târziu spațiu-timpului relativității.

### Prezentism vs. eternalism
Mulți filozofi au argumentat faptul că relativitatea implică eternalismul, ideea conform căreia trecutul și viitorul există într-un sens adevărat, nu numai ca schimbări ce s-au petrecut sau se vor petrece asupra prezentului. Filozof al științei, Dean Rickles nu este de acord cu anumite stipulări, dar punctează: "consensul dintre filozofi pare să fie că relativitatea specială și cea generală sunt imcompatibile cu prezentismul." Unii filozofi văd timpul ca pe o dimensiune egală cu dimensiunile spațiale, astfel încât evenimentele viitoare sunt "deja acolo" în același sens în care diferite locații există, sugerându-se deci că nu există o curgere a timpului obiectivă. Cu toate acestea, acest punct de vedere este disputat. 
Prezentismul este o școală de filozofie care susține că viitorul și trecutul nu există decât ca schimbări ce s-au petrecut sau se vor petrece asupra prezentului și nu au o existență reală a lor. Din acest punct de vedere, călătoria în timp este imposibilă deoarece nu există un viitor sau un trecut în care să poți călători.  Keller și Nelson au argumentat că și dacă obiectele trecute și viitoare nu există, încă se pot afirma adevăruri certe despre evenimentele trecute și viitoare, și, astfel, este posibil ca un adevăr viitor despre un călător în timp care decide să călătorească înapoi în prezent să explice apariția efectivă a călătorului în timp în prezent; aceste opinii sunt contestate de anumiți autori.
Prezentismul în spațiu-timpul clasic consideră că numai prezentul există; că nu este compatibil cu relativitatea specială, fapt arătat în următorul exemplu: Alice and Bob sunt observatori simultani ai evenimentului O. Pentru Alice, un anume eveniment E este simultan cu O, dar pentru Bob, evenimentul E este în trecut sau viitor. Astfel, Alice și Bob nu sunt de acord cu privire la ceea ce există în prezent, ceea ce contrazice prezentismul clasic. "Prezentismul aici-acum" încearcă să rezolve asta admițând timpul și spațiul unui singur punct; acest lucru nu este satisfăcător deoarece obiectele care vin și pleacă din acest "aici-acum" alternează între real și ireal, în plus față de lipsa unui "aici-acum privilegiat" care ar fi "adevăratul" prezent. "Prezentismul relativizat" afirmă că există o infinitate de cadre de referință, fiecare dintre ele având un set diferit de evenimente simultane, ceea ce face imposibilă distingerea unui singur prezent "real", și, astfel, ori toate evenimentele din timp sunt reale—încețosând diferența dintre prezentism și eternalism—ori fiecare cadru de referință există în propria sa realitate. Opțiunile pentru prezentism în relativitatea specială par să fie epuizate, dar Gödel și alții suspectă că prezentismul ar fi valid pentru anumite forme ale relativității generale.  În general, ideea unui timp și spațiu absolut este considerată incompatibilă cu relativitatea generală; nu există niciun adevăr universal legat de poziția absolută a evenimentelor care se petrec în momente diferite, și, astfel, nu există nicio cale de a determina ce punct în spațiu la un anumit moment este în "poziția aceeași" universală într-un alt moment,  și toate coordonatele sistemelor stau pe aceeași bază conform principiului covarianței generale.

## Călătoria în trecut
Stephen Hawking crede că această călătorie este imposibilă datorită paradoxurilor care apar. Unul dintre paradoxuri este cel în care un călător în timp se întoarce în trecutul său și își omoară bunicul înainte ca acesta să aibă copii (paradoxul bunicului). Ce se întâmplă mai departe? Răspunsurile sunt diferite. Un răspuns ar fi că nepotul dispare și el. Alt răspuns spune că nu se va întâmpla nimic pentru că bunicul lui a fost cu totul altcineva față de ceea ce știa călătorul în timp. Un alt răspuns spune că nepotul va călători într-un univers paralel și după ce va ucide bunicul, va dispare nepotul din universul paralel.
Dacă călătoria în timp a fost inventată undeva în viitorul omenirii, de ce nu observăm urmele aceste invenții? De ce un călător nu încearcă să salveze Titanicul de la scufundare? La fel, sunt mai multe răspunsuri. Poate că un călător a încercat să avertizeze căpitanul Titanicului, dar a fost ignorat (principiul auto-consistenței al lui Novikov). Sau poate tocmai călătorul în trecut este cauza scufundării Titanicului. Sau, la fel ca răspunsul de mai sus, călătorul în timp s-a întors pe un Titanic aflat într-un univers paralel, nu în universul nostru. Un alt răspuns (la întrebarea că de ce nu observăm efectele călătoriei în timp dacă ea a fost inventată undeva în viitor) ar fi că o călătorie în trecut este posibilă numai din viitor înapoi până în momentul când s-a inventat dispozitivul călătoriei în timp. Și aici ar mai fi posibilitatea ca Pământul să fie distrus în urma unui cataclism major sau război nuclear și automat călătoria în timp nu se va fi inventat. 

### Cilindrul Tipler
Un cilindru Tipler, numit, de asemenea, o mașină a timpului Tipler, este un obiect ipotetic care face posibilă călătoria în trecut (teoretic). Această abordare este concepută să funcționeze pe baza cunoștințelor noastre curente din fizică, în special teoria relativității generale. Dar rezultatele de mai târziu au arătat că un cilindru Tipler ar putea permite călătoria în timp numai dacă lungimea lui este infinită. Cilindru Tipler a fost descoperit ca o soluție la ecuațiile relativității generale de Willem Jacob van Stockum în 1936 și Kornel Lanczos în 1924, dar n-a fost recunoscut că ar fi o curbă temporală închisă decât după o analiză realizată de Frank Tipler în 1974 și publicată în lucrarea "Rotating Cylinders and the Possibility of Global Causality Violation".
Stephen Hawking consideră că se poate construi o mașină a timpului finită numai dacă se utilizează energie negativă.

## Călătoria în viitor
Stephen Hawking afirmă că este, teoretic, posibilă.
Obiectele cu masă uriașă încetinesc timpul în apropierea lor. Așadar o navă spațială care ar orbita o gaură neagră ar călători în viitor deoarece timpul la bord se scurge mult mai încet.
O altă metodă este călătoria în viitor prin atingerea unei viteze apropiate de viteza luminii. Un ipotetic tren care ar atinge 99,99% din viteza luminii și ar înconjura Terra de mai multe ori pe secundă ar fi o mașină a timpului. Pasagerii de la bord, datorită scurgerii timpului mult mai încet la bord ar călători în viitor. Un pasager care ar alerga nu ar putea să depășească viteza luminii tocmai datorită încetinirii timpului, care ar fi așadar un mecanism al universului de a împiedica depășirea barierei vitezei luminii. (Ciocnirile cu particulele elementare care lovesc vehiculul la viteze comparabile cu viteza luminii ar transforma orice vehicul - tren, navă spațială - într-un terci, deoarece masa relativistă a acestor particule - masă relativă la vehicul - tinde către infinit pe măsură ce viteza vehiculului tinde către viteza luminii.)
Găurile de vierme ar putea în mod teoretic face legătura între diverse puncte din spațiu-timp, aflate în momente foarte diferite (trecut, viitor).